# 佐藤弥生 (モデル)
佐藤 弥生（さとう やよい、1978年3月14日 - ）は、日本のファッションモデル。茨城県出身。イデア所属。

## 略歴
スカウトを受け、高校3年の時に事務所に所属する。
ファッション雑誌『VERY』では「エレカ様」の連載企画に登場していた。
40代で結婚と離婚を経験した。

## 出演

### 雑誌
ファッション
- mc Sister [婦人画報社（現：ハースト婦人画報社）]
- CUTiE  [宝島社]
- JUNIE     [扶桑社]
- anan   [マガジンハウス]
- Hanako [マガジンハウス]
- FYTTE   [学研パブリッシング]
- PS [小学館]
- non-no [集英社]
- MORE [集英社]
- LOOKs　[スタイライフ]
- きれいになりたい　[オレンジページ]
- with   [講談社]
- ef [主婦の友社]
- Style  [講談社]
- LUCi [扶桑社]
- Oggi [小学館]
- Domani [小学館]
- VERY [光文社]
- STORY  [光文社]

ビューティー
- FRaU [講談社]
- VoCE  [講談社]
- 美的　[小学館]

ウエディング
- non-no MORE Wedding [集英社]
- ゼクシー　[リクルート]
- oz WEDDING　[スターツ出版]
- グレイスフルウエディング　[世界文化社]
- ブライダルノート[光文社]
- けっこんぴあ　[ぴあ株式会社]
- アイウエディング　[デジット]
- レタスクラブウエディングブック [レタスクラブ]

着物
- 振袖記念日　[主婦と生活社]

タウン誌
- KOMACHI　新潟 ニューズ・ライン 表紙

### 広告・CM
- CANON
- コニカコンパクトカメラ
- 「フィルムスキャナー」　スキャンFS2710（CANON）
- NTT doCoMo 総合カタログ
- セブンスター　レポ　ライト　メンソール（JT）
- パナソニック　DVD
- SAFTY PASS（NTTコミュニケーションズ）
- カロリーメイトスティック（大塚製薬）
- スーパーマグナムドライ（サントリー）
- クリアクリーンホワイトニング（花王）
- ユニクロ
- 東京ますいわ屋

etc...

### TV
- PHVでスマートドライブ（2012年12月24日 - 27日、BSジャパン）

### PV
- Mr.Children『Not Found』

### ショー
ファッションショー
- ラルフローレン
- ダナホール
- ロメオジリ
- ジェニック
- すみだ　コレクション
- MALTIPLE MARMELADE　東京コレクション
- THD La maison　東京コレクション
- YOSHIKI　HISHINUMA　東京コレクション
- RIICHI　MURATA　東京コレクション
- エンリカマッセイ
- ラビアンローゼ
- MARUNOUCHI　STYLEファッションショー
- 東京ファッションスクエアー
- OPAQUEオープニングイベント
- Cancam
- Non-no
- ef
- VERY
- SETUKO AOKI
- 椿山荘ブライダルファッションショー
- マリアージュブライダルファッションショー

トークショー
- LUX×VERY　Beauty Styling Party
- 西宮阪急×VERY　コラボファッションショー